# 4733 ORO
4733 ORO eller 1982 HB2 är en asteroid i huvudbältet som upptäcktes den 19 april 1982 av Oak Ridge-observatoriet. Den är uppkallad efter Oak Ridge-observatoriet.
Asteroiden har en diameter på ungefär 4 kilometer.